# A magyar labdarúgó-válogatott 2017. június 5-i mérkőzése
A magyar labdarúgó-válogatott barátságos mérkőzése 2017. június 5-én, Budapesten, a Groupama Arénában, az ellenfél Oroszország válogatottja. Ez volt a magyar labdarúgó-válogatott 916. hivatalos mérkőzése és a két válogatott egymás elleni 7. összecsapása.

## Előzmények
A mérkőzés része az orosz válogatott felkészülésének a konföderációs kupára. Az orosz csapat tagjai május 25-én érkeztek a Moszkva melletti Himkibe. Másnap az ausztriai Neustift im Stubaitalban kezdték meg az edzőtáborukat. Június 2-án Artyom Dzjuba sérülése miatt nem vett részt az edzésen és kikerült a keretből.  Június 3-án utaznak át Budapestre.
Az Andorra elleni meccsre, és a távlati céljainkra kell felkészülnünk, ebben segít majd az oroszok elleni felkészülési találkozó is. Mindkét ellenfelünk nagyon masszív védekezésre képes, sokszor akár öt védővel is. Oroszország jelenleg is intenzíven készül Ausztriában, számukra igen fontos a közelgő, hazai rendezésű Konföderációs Kupa, így maximális erőbedobással küzdenek majd, ebben biztos vagyok. Fontos, hogy minél több szurkoló álljon a csapat mögé, és jöjjön el a stadionba, hogy a válogatott megmutathassa számukra, mire képes.

## Helyszín
A találkozót Budapesten rendezik, a Groupama Arénában.

## Keretek
megjegyzés: A táblázatokban szereplő adatok a mérkőzés előtti állapotnak megfelelőek.
Bernd Storck 2017. május 25-én hozta nyilvánosságra a mérkőzés magyar válogatott keretét a Magyar Labdarúgó-szövetség hivatalos twitter oldalán. Érdekessége, hogy 7 újonc is szerepel benne, köztük az első 2000. január 1-je után született, még utánpótlás korú játékos, Szoboszlai Dominik, aki az U17-es Európa-bajnoki selejtezőben több fontos góllal vétette észre magát.
| Magyarország                      | Magyarország        | Magyarország                     | Magyarország | Magyarország | Magyarország             | Magyarország                           |
| Poszt                             | Név                 | Születési idő és életkor         | Vál.         | Gól          | Klub                     | Utolsó válogatottság                   |
| --------------------------------- | ------------------- | -------------------------------- | ------------ | ------------ | ------------------------ | -------------------------------------- |
| K                                 | Gulácsi Péter       | 1990. május 6. (27 évesen)       | 7            | 0            | RB Leipzig               | 2017. 03. 25-én Portugália ellen       |
| K                                 | Megyeri Balázs      | 1990. március 31. (27 évesen)    | 1            | 0            | Greuther Fürth           | 2016. 11. 15-én Svédország ellen       |
| K                                 | Gróf Dávid          | 1989. április 17. (28 évesen)    | 0            | 0            | Budapest Honvéd FC       | –                                      |
| V                                 | Bese Barnabás       | 1994. május 6. (23 évesen)       | 5            | 0            | Le Havre AC              | 2017. 03. 25-én Portugália ellen       |
| V                                 | Hangya Szilveszter  | 1994. január 2. (23 évesen)      | 1            | 0            | Vasas SC                 | 2016. 11. 15-én Svédország ellen       |
| V                                 | Kádár Tamás         | 1990. március 14. (27 évesen)    | 38           | 0            | Dinamo Kijev             | 2017. 03. 25-én Portugália ellen       |
| V                                 | Kleisz Márk         | 1998. július 2. (18 évesen)      | 0            | 0            | Vasas SC                 | –                                      |
| V                                 | Kocsis Gergő        | 1994. március 7. (23 évesen)     | 0            | 0            | FC DAC 1904              | –                                      |
| V                                 | Lang Ádám           | 1993. január 17. (24 évesen)     | 19           | 1            | Dijon                    | 2017. 03. 25-én Portugália ellen       |
| V                                 | Paulo Vinícius      | 1990. február 21. (27 évesen)    | 1            | 0            | Videoton FC              | 2017. 03. 25-én Portugália ellen       |
| V                                 | Tóth Bence          | 1998. május 25. (19 évesen)      | 0            | 0            | Puskás Akadémia FC       | –                                      |
| KP                                | Dzsudzsák Balázs    | 1986. december 23. (30 évesen)   | 87           | 20           | el-Vahda                 | 2017. 03. 25-én Portugália ellen       |
| KP                                | Elek Ákos           | 1988. július 21. (28 évesen)     | 42           | 1            | Kajrat Almati FK         | 2016. 11. 15-én Svédország ellen       |
| KP                                | Gyurcsó Ádám        | 1991. március 6. (26 évesen)     | 16           | 3            | MKS Pogoń Szczecin       | 2017. 03. 25-én Portugália ellen       |
| KP                                | Kalmár Zsolt        | 1995. június 9. (21 évesen)      | 8            | 0            | Bröndby                  | 2017. 03. 25-én Portugália ellen       |
| KP                                | Kleinheisler László | 1994. április 8. (23 évesen)     | 11           | 1            | Ferencvárosi TC          | 2016. 11. 23-án Andorra ellen          |
| KP                                | Márkvárt Dávid      | 1994. szeptember 20. (22 évesen) | 0            | 0            | Puskás Akadémia FC       | –                                      |
| KP                                | Nagy Ádám           | 1995. június 17. (21 évesen)     | 16           | 0            | Bologna                  | 2017. 03. 25-én Portugália ellen       |
| KP                                | Sallai Roland       | 1997. május 22. (20 évesen)      | 1            | 0            | Palermo                  | 2016. 05. 20-án Elefántcsontpart ellen |
| KP                                | Stieber Zoltán      | 1988. október 16. (28 évesen)    | 19           | 3            | 1. FC Kaiserslautern     | 2016. 11. 15-én Svédország ellen       |
| KP                                | Szoboszlai Dominik  | 2000. október 25. (16 évesen)    | 0            | 0            | FC Red Bull Salzburg U19 | –                                      |
| CS                                | Eppel Márton        | 1991. október 26. (25 évesen)    | 0            | 0            | Budapest Honvéd          | —                                      |
| CS                                | Balogh Norbert      | 1996. február 21. (21 évesen)    | 0            | 0            | Palermo                  | —                                      |
| CS                                | Szalai Ádám         | 1987. december 9. (29 évesen)    | 41           | 13           | Hoffenheim               | 2017. 03. 25-én Portugália ellen       |
| Szövetségi kapitány: Bernd Storck |                     |                                  |              |              |                          |                                        |

Az orosz válogatott 2017. május 25-én kezdődő felkészülésére a következő játékosok kaptak meghívást:
| Oroszország                                   | Oroszország              | Oroszország                      | Oroszország | Oroszország | Oroszország              | Oroszország                            |
| Poszt                                         | Név                      | Születési idő és életkor         | Vál.        | Gól         | Klub                     | Utolsó válogatottság                   |
| --------------------------------------------- | ------------------------ | -------------------------------- | ----------- | ----------- | ------------------------ | -------------------------------------- |
| K                                             | Igor Akinfejev           | 1986. április 8. (31 évesen)     | 96          | 0           | CSZKA Moszkva            | 2017. 03. 28-án Belgium ellen          |
| K                                             | Alekszandr Belenov       | 1986. szeptember 13. (30 évesen) | 0           | 0           | FK Ufa                   | –                                      |
| K                                             | Guilherme Alvim Marinato | 1985. december 12. (31 évesen)   | 2           | 0           | Lokomotyiv Moszkva       | 2016. 06. 01-én Csehország ellen       |
| K                                             | Vlagyimir Gabulov        | 1983. október 19. (33 évesen)    | 10          | 0           | Arszenal Tula            | 2013. 03. 25-én Brazília ellen         |
| V                                             | Viktor Vaszin            | 1988. október 6. (28 évesen)     | 4           | 1           | CSZKA Moszkva            | 2017. 03. 28-án Belgium ellen          |
| V                                             | Georgij Dzsikija         | 1993. november 21. (23 évesen)   | 0           | 0           | Szpartak Moszkva         | –                                      |
| V                                             | Ruszlan Kambolov         | 1990. január 1. (27 évesen)      | 1           | 0           | Rubin Kazany             | 2015. 03. 31-én Kazahsztán ellen       |
| V                                             | Fjodor Kudrjasov         | 1987. április 5. (30 évesen)     | 6           | 0           | FK Rosztov               | 2017. 03. 28-án Belgium ellen          |
| V                                             | Ilja Kutyepov            | 1993. július 29. (23 évesen)     | 4           | 0           | Szpartak Moszkva         | 2017. 03. 24-én Elefántcsontpart ellen |
| V                                             | Roman Neustädter         | 1988. február 18. (29 évesen)    | 5           | 0           | Fenerbahçe SK            | 2017. 03. 28-án Belgium ellen          |
| V                                             | Andrej Szemjonov         | 1989. március 24. (28 évesen)    | 6           | 0           | Tyerek Groznij           | 2017. 03. 24-én Elefántcsontpart ellen |
| V                                             | Roman Siskin             | 1987. január 27. (30 évesen)     | 13          | 0           | FK Krasznodar            | 2016. 11. 10-én Katar ellen            |
| KP                                            | Jurij Gazinszkij         | 1989. július 20. (27 évesen)     | 5           | 0           | FK Krasznodar            | 2017. 03. 24-én Elefántcsontpart ellen |
| KP                                            | Gyenyisz Glusakov        | 1987. január 27. (30 évesen)     | 49          | 5           | Szpartak Moszkva         | 2017. 03. 28-án Belgium ellen          |
| KP                                            | Alekszandr Golovin       | 1996. január 30. (21 évesen)     | 10          | 2           | CSZKA Moszkva            | 2017. 03. 28-án Belgium ellen          |
| KP                                            | Alekszandr Jerohin       | 1989. október 13. (27 évesen)    | 6           | 0           | FK Rosztov               | 2017. 03. 28-án Belgium ellen          |
| KP                                            | Jurij Zsirkov            | 1983. augusztus 20. (33 évesen)  | 73          | 2           | Zenyit Szankt-Petyerburg | 2017. 03. 24-én Elefántcsontpart ellen |
| KP                                            | Roman Zobnyin            | 1994. február 11. (23 évesen)    | 8           | 0           | Szpartak Moszkva         | 2017. 03. 28-án Belgium ellen          |
| KP                                            | Dmitrij Kombarov         | 1987. január 22. (30 évesen)     | 43          | 2           | Szpartak Moszkva         | 2017. 03. 28-án Belgium ellen          |
| KP                                            | Alekszej Mirancsuk       | 1995. október 17. (21 évesen)    | 7           | 2           | Lokomotyiv Moszkva       | 2017. 03. 28-án Belgium ellen          |
| KP                                            | Alekszandr Szamedov      | 1984. július 19. (32 évesen)     | 37          | 5           | Szpartak Moszkva         | 2017. 03. 28-án Belgium ellen          |
| KP                                            | Igor Szmolnyikov         | 1988. augusztus 8. (28 évesen)   | 18          | 0           | Zenyit Szankt-Petyerburg | 2016. 10. 09-én Costa Rica ellen       |
| KP                                            | Dmitrij Taraszov         | 1987. március 18. (30 évesen)    | 4           | 1           | Lokomotyiv Moszkva       | 2016. 08. 31-én Törökország ellen      |
| CS                                            | Alekszandr Buharov       | 1985. március 12. (32 évesen)    | 4           | 1           | FK Rosztov               | 2017. 03. 28-án Belgium ellen          |
| CS                                            | Artyom Dzjuba            | 1988. augusztus 22. (28 évesen)  | 22          | 11          | Zenyit Szankt-Petyerburg | 2016. 10. 09-én Costa Rica ellen       |
| CS                                            | Makszim Kanunnyikov      | 1991. július 14. (25 évesen)     | 10          | 0           | Rubin Kazany             | 2017. 03. 28-án Belgium ellen          |
| CS                                            | Dmitrij Poloz            | 1991. július 12. (25 évesen)     | 8           | 0           | FK Rosztov               | 2017. 03. 28-án Belgium ellen          |
| CS                                            | Fjodor Szmolov           | 1990. február 9. (27 évesen)     | 19          | 6           | FK Krasznodar            | 2016. 09. 06-án Ghána ellen            |
| Szövetségi kapitány: Sztanyiszlav Csercseszov |                          |                                  |             |             |                          |                                        |

## A mérkőzés
| 2017. június 5. 20:30 (CES) |

| Magyarország                               | 0 – 3   | Oroszország                                                    |
| ------------------------------------------ | ------- | -------------------------------------------------------------- |
| Márkvárt Dávid 66' Kleinheisler László 80' | (0 – 2) | 20' Szmolov 40' (öngól) Eppel 89' Poloz 38' Vaszin 48' Jerohin |

| Groupama Aréna, Budapest Nézőszám: 12 000 Játékvezető: Dingert Christian (német) |

A mérkőzést a magyar válogatott kezdte aktívabban, az első lehetőség egy hosszú indítást követően Dzsudzsák Balázs előtt adódott, de a védők beérték, így nem tudta lövéssel befejezni az akciót. A 20. percben teljesen váratlanul vezetést szereztek az oroszok: labdát vesztettünk az ellenfél térfelén, Fjodor Szmolov indult meg a kapunk felé, és miután senki sem tudta szerelni, 16 méterről a jobb alsó sarokba lőtt (0-1). A folytatásban is a magyar válogatott próbált inkább kezdeményezni, de a masszív orosz védelmet nem tudtuk feltörni. A 31. percben Dzsudzsáknak volt egy ígéretes lövése, de a labda kevéssel a bal kapufa mellett hagyta el a pályát. A 40. percben megduplázták előnyüket az oroszok, egy jobb oldali szöglet után Eppel Mártonról pattant a labda a magyar kapuba (0-2).  A szünetben Bernd Storck hármat cserélt, Kádár, Hangya és Kalmár helyére Vinícius, Sallai Roland és Kleisz Márk állt be, utóbbinak ez volt a válogatottbeli debütálása. A második félidőt támadó szellemben kezdte a magyar válogatott, az 51. percben, egy szabadrúgás utáni Lang Ádám-fejest követően centikkel kerülte el a labda a kaput, az 56. percben Dzsudzsák Balázs hosszú passzával Eppel törhetett kapura, de a tizenhatoson belülre érve pontatlan volt a passza. Az oroszok továbbra is a stabil védekezést tartották szem előtt, de egy-egy gyors támadással azért többször is eljutottak a tizenhatosunkig. A 70. percben egy újabb debütáns, Balogh Norbert, valamint Kleinheisler László érkezett a mieinknél, Eppel és Dzsudzsák helyére. Nem sokkal később Sallai és Bese játszott össze az orosz tizenhatoson belül, de utóbbi beadásába belelépett egy orosz védő. A 75. percben Gyurcsó Ádámot is pályára küldte Bernd Storck, két perccel később Balogh csapott le egy lassan guruló labdára, elpiszkálta a kapus elől, de gurítása után egy visszaérő védő a gólvonalon menteni tudott. A 89. percben megszerezte harmadik gólját is az orosz válogatott, egy bal oldali akció végén Dmitrij Poloz kapott labdát középen, majd 14 méterről a jobb alsó sarokba helyezett (0-3), beállítva a végeredményt.

### Összeállítások
| Csapatszínek | Csapatszínek | Csapatszínek |
| Csapatszínek |              |              |
| Csapatszínek |              |              |
|              |              |              |
| Magyarország |              |              |

| Csapatszínek | Csapatszínek | Csapatszínek |
| Csapatszínek |              |              |
| Csapatszínek |              |              |
|              |              |              |
| Oroszország  |              |              |

| MAGYARORSZÁG: |    |                     |                 |
|               |    |                     |                 |
| KA            | 1  | Gulácsi Péter       |                 |
| JV            | 21 | Bese Barnabás       |                 |
| KV            | 2  | Lang Ádám           |                 |
| KV            | 4  | Kádár Tamás         | 46'             |
| BV            | 5  | Hangya Szilveszter  | 46'             |
| VKP           | 8  | Nagy Ádám           |                 |
| VKP           | 6  | Márkvárt Dávid      | 66'             |
| JKP           | 7  | Dzsudzsák Balázs    | 70'             |
| KKP           | 10 | Kalmár Zsolt        | 46'             |
| BKP           | 18 | Stieber Zoltán      | 75'             |
| CS            | 11 | Eppel Márton        | 40' (öngól) 70' |
| Cserék:       |    |                     |                 |
| KA            | 12 | Gróf Dávid          |                 |
| KA            | 22 | Megyeri Balázs      |                 |
| V             | 3  | Paulo Vinícius      | 46'             |
| V             | 13 | Kocsis Gergő        |                 |
| V             | 14 | Kleisz Márk         | 46'             |
| V             | 23 | Tóth Bence          |                 |
| KP            | 15 | Kleinheisler László | 70' 80'         |
| KP            | 16 | Szoboszlai Dominik  |                 |
| KP            | 17 | Gyurcsó Ádám        | 75'             |
| KP            | 19 | Balogh Norbert      | 70'             |
| KP            | 20 | Sallai Roland       | 46'             |
| Vezetőedző:   |    |                     |                 |
| Bernd Storck  |    |                     |                 |

| OROSZORSZÁG:             |    |                     |         |
|                          |    |                     |         |
| KA                       | 1  | Igor Akinfejev      |         |
| JV                       | 5  | Viktor Vaszin       | 38'     |
| BV                       | 13 | Fjodor Kudrjasov    |         |
| KV                       | 6  | Georgij Dzsikija    | 80'     |
| KP                       | 18 | Jurij Zsirkov       | 88'     |
| KP                       | 11 | Roman Zobnyin       | 34'     |
| KP                       | 8  | Gyenyisz Glusakov   |         |
| KP                       | 17 | Alekszandr Golovin  |         |
| KP                       | 19 | Alekszandr Szamedov | 76'     |
| CS                       | 9  | Fjodor Szmolov      | 20' 84' |
| CS                       | 24 | Alekszandr Buharov  | 62'     |
| Cserék:                  |    |                     |         |
| KA                       | 12 | Vlagyimir Gabulov   |         |
| KA                       | 16 | Guilherme           |         |
| V                        | 14 | Ilja Kutyepov       |         |
| V                        | 3  | Roman Siskin        | 80'     |
| V                        | 26 | Ruszlan Kambolov    |         |
| KP                       | 28 | Igor Szmolnyikov    | 76'     |
| KP                       | 15 | Alekszej Mirancsuk  | 84'     |
| KP                       | 21 | Alekszandr Jerohin  | 34' 48' |
| KP                       | 27 | Dmitrij Taraszov    | 88'     |
| CS                       | 7  | Dmitrij Poloz       | 62' 89' |
| CS                       | 20 | Makszim Kanunnyikov |         |
| Vezetőedző:              |    |                     |         |
| Sztanyiszlav Csercseszov |    |                     |         |

## Örökmérleg a mérkőzés után
| Magyarország |           | Oroszország |
| ------------ | --------- | ----------- |
| 2            | Győzelem  | 4           |
| 1            | Döntetlen | 1           |
| 24           | Gólok     | 12          |
| 5/14         | Pontok    | 9/14        |
| 35,71%       | %         | 64,29%      |

A táblázatban a győzelemért 2 pontot számoltunk el.

### Összes mérkőzés
Győzelem
      Döntetlen
      Vereség
| No.       | Dátum         | Helyszín                    | Néző   | Mérkőzés          | Eredmény                            | Gólszerző(k)                                                                                  | Ö      |
| --------- | ------------- | --------------------------- | ------ | ----------------- | ----------------------------------- | --------------------------------------------------------------------------------------------- | ------ |
| 1. (42.)  | 1912. 07. 12. | Moszkva, SKS Stadion        | 3 000  | barátságos        | Oroszország–Magyarország 0–9 (0–3)  | Pataki 9' 44' 49' 75' (11-esből), Schlosser 40' 58', Kertész 47' 54' 84'                      | [ 6 ]  |
| 2. (43.)  | 1912. 07. 14. | Moszkva, SKS Stadion        | 3 000  | barátságos        | Oroszország–Magyarország 0–12 (0–3) | Kertész 17' 36' 64', Schlosser 39' 50' 69' 71' 90', Pataki 65' 73', Tóth Potya 79', Bródy 86' | [ 7 ]  |
| 3. (676.) | 1993. 04. 28. | Moszkva, Luzsnyiki Stadion  | 25 000 | Vb-selejtező 1994 | Oroszország–Magyarország 3–0 (0–0)  | Kancselszkisz 56', Kolivanov 60', Juran 86'                                                   | [ 8 ]  |
| 4. (679.) | 1993. 09. 08. | Budapest, Üllői úti stadion | 10 000 | Vb-selejtező 1994 | Magyarország–Oroszország 1–3 (1–1)  | Nyikiforov 19' ill. Pjatnyickij 14', Kirjakov 54', Borogyuk 90'                               | [ 9 ]  |
| 5. (847.) | 2010. 03. 03. | Győr, ETO Park              | 10 423 | barátságos        | Magyarország–Oroszország 1–1 (1–0)  | Vanczák 39' ill. Gyenyiszov 59'                                                               | [ 10 ] |
| 6. (893.) | 2014. 11. 18. | Budapest, Groupama Aréna    | 5 340  | barátságos        | Magyarország–Oroszország 1–2 (0–0)  | Nikolics 86' ill. Ignasevics 49', Kerzsakov 80'                                               | [ 11 ] |
| 7. (916.) | 2017. 06. 05. | Budapest, Groupama Aréna    | 12 000 | barátságos        | Magyarország–Oroszország 0–3 (0–2)  | Szmolov 20', Eppel 40', Poloz 89'                                                             | [ 12 ] |